# Fernand Samuel
Fernand Samuel, de son vrai nom Adolphe-Amédée Louveau, est un metteur en scène et directeur de théâtre français, né le 2 juillet 1862 à Rome et mort le 21 décembre 1914 à Cap-d'Ail,.
Surnommé « Samuel le Magnifique », il dirige notamment le théâtre des Variétés de 1892 à 1914.

## Biographie

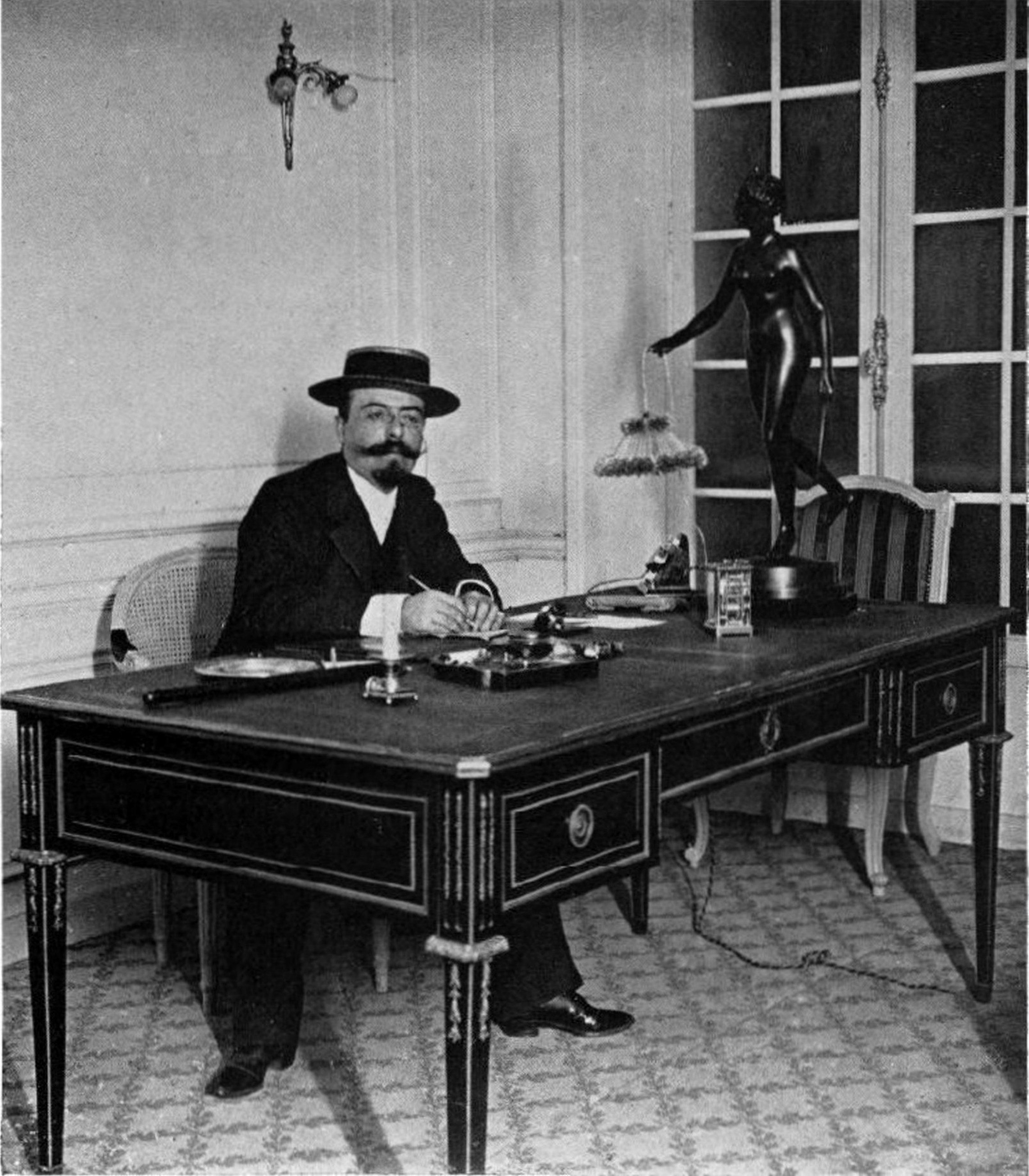
Fernand Samuel, photographié dans son bureau des Variétés en 1900.

Jeune avocat, il s'essaie à la comédie en 1883, dans Les Deux Trouvailles de Gallus de Victor Hugo, au Cercle des Arts intimes, société d'amateurs dont il est le président, tout en tenant la rubrique « courrier » du Globe .
Encouragé par le critique Francisque Sarcey, il prend la direction du théâtre de la Renaissance et adopte le pseudonyme de Fernand Samuel « pour simplifier les affaires »,. Il nomme le dramaturge Georges Feydeau secrétaire général et crée sa pièce Tailleur pour dames en 1886. Il fait également jouer en 1885 la dernière pièce de Henry Becque, La Parisienne, dans une mise en scène d'André Antoine.
En 1891, il succède à Eugène Bertrand à la tête des Variétés. Il y crée avec succès plusieurs pièces de Robert de Flers et Gaston Arman de Caillavet comme Miquette et sa mère (1906), puis Le Roi (1908), Le Bois sacré (1910) et L'Habit vert (1912) qu'il met lui-même en scène. Il joue Le Nouveau Jeu (1898) et Le Vieux Marcheur de Henri Lavedan (1899), Éducation de prince de Maurice Donnay (1900), La Veine (1901) et  Les Deux Écoles (1902)  d'Alfred Capus. La troupe comprend alors Amélie Diéterle, Marthe Régnier, Ève Lavallière, Albert Brasseur, Guy, Max Dearly, Charles Prince.
Il reprend également des opéras-bouffes et opérettes du répertoire offenbachien comme Geneviève de Brabant en 1908, et monte des revues comme La Revue du centenaire de Paul Gavault, Pierre-Louis Flers et Eugène Héros en 1907.
Il achète le château de Saint-Baslemont, situé à 8 km de Vittel, où il vient régulièrement avec sa compagne Ève Lavallière. Ils ont ensemble une fille, Jeanne Louveau (1895-1980). Le couple se sépare en 1897.
Il se remarie avec l'actrice Jeanne Saulier.
Fernand Samuel meurt le 21 décembre 1914 et il est inhumé au cimetière du Père-Lachaise (43e division).

## Décorations
- Chevalier de la Légion d'honneur, 1912.
- Médaille d'honneur de la mutualité, 1907